# Leko jezici
Leko jezici (privatni kod: leko), podsupina adamavskih jezika iz Kameruna i Nigerije, koja čini dio šir skupine leko-nimbari. Obuhvaća (4) jezika, to su: 
- Kolbila ili 	Kolbilari, Kolbili, Kolbilla, Kolena, Zoono [klc], 2.500 (1997 L. Lode), Kamerun
- Nyong ili Daganonga, Daganyonga, Mubako, Mumbake, Ndagam, Nyongnepa, Samba Bali [muo], 30.000 u Kamerunu (2008); 6 sela u Nigeriji.
- Samba Leko ili Chamba Leko, Lego, Leko, Lekon, Ndi, Samba, Samba Leeko, Suntai [ndi], 62.000 u Nigeriji (2000); nepoznat broj u Kamerunu
- Wom [wom], 5.000 (Blench 1989) u Nigeriji

## Vanjske poveznice
- Ethnologue (14th)
- Ethnologue (15th)